# 신카이치역
신카이치역(일본어: 新開地駅, しんかいちえき)은 일본 효고현 고베시 효고구 신카이치 2초메에 있는 역이다. 고베 고속 철도가 보유하고 한신 전기철도・한큐전철・고베 전철이 영업을 실시한다. 역 번호는 한신과 한큐가 HS 36, 고베 전철은 KB 01이다.

## 개요
신테쓰의 승강장은 본 회사의 고베 방향에서의 터미널역이다. 또한, 한신과 한큐의 승강장은 전자와 상호 연결 운행을 하는 산요의 차량이 오가고 후자의 고베 본선에서 운행되어 열차가 본 역에서 회차된다.

### 이용 가능 철도 노선
당 역에 발착하는 모든 노선은 고베 고속 철도가 제삼종 철도 사업자(한신·한큐의 구간은 "도자이 선 "고베 전철 구간은 "난보쿠 선 ")로 선로를 보유하고 상기 3개가 둘째종 철도 사업자(고속 고베 역-개간지 역 구간은 한신·한큐의 두종 철도 사업 중복 구간)으로 영업을 하고 있다.
- 한신 전기철도
  - 고베 고속선: 모토마치역 - 고속 고베 역 - 당역 - 니시다이역
- 한큐전철
  - 고베 고속선: 고베산노미야 역 - 고속 고베 역 - 당역
- 고베 전철
  - 고베 고속선: 당역 - 미나토가와 역

### 역사
- 1968년 4월 7일: 고베 고속 철도의 개통과 동시에 영업 개시.
- 1973년 7월 5일: 난보쿠 선의 승강장에서 냉방의 사용 개시.
- 1974년 9월 5일: 도자이 선의 승강장에서 냉방의 사용 개시.
- 1986년 3월 31일: 고베 고속 철도에서 최초의 자동 개찰기를 고속 고베 역과 함께 도입함.
- 1992년 4월 12일: 도자이 선 하행 승강장에 에스컬레이터 설치.
- 1993년 10월 1일: 도자이 선과 난보쿠 선 사이에 중간 개찰 설치.
- 1994년 4월 1일: 도자이 선 상행 승강장에 에스컬레이터 설치.
- 1995년
  - 1월 17일: 한신・아와지 대지진으로 재해를 입고, 도자이 선과 난보쿠 선이 모두 불통이 됨.
  - 2월 6일: 도자이 선의 하나쿠마 역 ~ 고속 고베 역 ~ 당역 구간이 운행 재개됨.
  - 6월 22일: 난보쿠 선 운행 재개.
  - 8월 13일: 도자이 선의 고속 나가타 ~ 당역 구간이 운행을 재개하고 이것으로 고베 고속 철도의 전 노선이 운행이 재개됨.
- 1999년 5월 8일: 스루카 KANSAI 도입되기 이전에 중간 개찰구 철거.
- 2003년 10월 14일: 긴키의 역 백선에 인정됨.
- 2010년 10월 1일: 이 날까지 한신 고속 선의 승강장만 역명판을 한신이 채용하고 있던 디자인으로 변경[1]. 아울러 산요의 전 노선과 한큐가 본 역에서 다이카이 역 방향(신카이치 ~ 니시다이 역 구간)의 제2종 철도 사업을 각각 폐지함. 또한, 산요 자동차 출입 및 산요 승무원의 한신 차량 승무는 계속되고 있음.
- 2014년 4월 1일: 역 번호 도입
- 2017년 3월 31일: 약 45년간 운영된 역 구내의 카페 스테이션 U(카페 U)와 고베 덴토쿠 폐점.

## 역 구조
지하 1층에 신테쓰 역으로 개찰구가 있고, 지하 2층에 한신과 한큐 역(고속 고베 ~ 신카이치 역 구간의 중복 구간)이 있다. 개찰구는 동서에 각 1곳씩 있어, 서쪽 개찰구는 신테쓰 역 부근에 있다. 인근의 고속 고베 역과는 개찰구 바깥에서 지하가 "메트로 고베"를 통해 연결되어 있다.
1990년대 한때 부정 승차 방지를 위한 도자이 선과 난보쿠 선 사이에 중간 개찰이 마련되었지만 스루카 KANSAI 도입되기 전에 철거되었다. 한신과 한큐의 각 승강장에서 서쪽 개찰구에만, 에스컬레이터가 설치되어 있다.
지하 1층의 개찰구 옆에 역 소바점이 있다. 자동 제세동기(AED)가 설치되어 있다.

### 한신・한큐 승강장
섬식 승강장 2면 3선의 지하역이다. 상, 하행 승강장 사이에 낀 1선(한큐 선 특급 등의 회송 열차가 사용)을 2,3번 정류장으로 공유하고 있어 승강장은 4번 정류장까지 있다. 승강장 유효 길이는 1번 선(6량 편성)을 제외한 8량 편성분이다. 또한, 모든 승강장에서 긴테쓰 열차 6량 편성도 정차 가능하지만 지금은 긴테쓰 열차의 출입은 금석에 걸치지 않았다.(긴테쓰 나라 행 전 구간이 쾌속 급행은 주말의 3개 편성 모두가 한신 1000계, 9000계 전용 운용)
| 승강장       | 노선          | 방향 | 행선 |
| ------------ | ------------- | ---- | --- |
| 1            | ■고베 고속선  | 상행 | 고베산노미야・아마가사키・오사카 (우메다)・난바・나라・다카라즈카・교토 방면 (주로 산요스마 방면에서)                                               |
| 2(당역 회송) | ■고베 고속선  | 상행 | 고베산노미야・아마가사키・오사카 (우메다)・난바・나라・다카라즈카・교토 방면 (주로 당역 회차로 한큐 선 주말 아침의 한신 난바 선과 직통의 쾌속 급행) |
| 3            | ■ 고베 고속선 | 하행 | 아카시・히메지 방면(원칙은 당역 종착 열차의 하차용)                                                                                                 |
| 4            | ■ 고베 고속선 | 하행 | 아카시・히메지 방면 |

### 고베 전철 승강장
두단식 승강장 2면 3선의 지하역이다. 중앙의 1선을 2,3번 정류장으로 공유하고 있어 승강장은 4번 정류장까지 존재한다. 승강장 유효 길이는 6량 편성분이다.
| 승강장     | 노선                  | 행선 |
| ---------- | --------------------- | --- |
| 1・2・3・4 | 고베 전철 고베 고속선 | 미나토가와・스즈란다이・다니가미・아리마구치・아리마온센・요코야마・산다・니시스즈란다이・고바타・오시베다니・시지미・에비스・미키・오노・아오 방면 |

- 스즈란다이 행과 니시스즈란다이 행은 모든 승강장에서 발차한다.

## 역 주변
역 동쪽 출입구의 국도 제28호선 상의 남북 양쪽에 택시 승강장이 설치되어 있다.
- 미나토마치 공원
- 야나기하라에비스 신사
- 후쿠카이지(야나기하라다이 오구로텐)
- 고베 아트 빌리지 센터
- 효고 경찰서
- 메트로 고베 - 도자이 선 바로 위에 있는 지하상가로 고속 고베 역 사이에 설치되어 있다.
- 펜팔 시네마 신코우엔
- 신테쓰 빌딩
  - 신테쓰 식채관 - 신테쓰의 그룹인 신테쓰 엔터프라이즈가 운영하는 슈퍼 마켓.
- 문명당 고베점
- 보트피아 고베 신카이치(경정 장외 발매장)
- 고베 시립 효고 오히라키 초등학교
- 고베 시립 효고 중학교
  - 기타 캠퍼스(야간 중학교)
- 효고 우체국
  - 유초 은행 효고점
- 미쓰비시도쿄UFJ은행 효고 지점 - 미쓰비시 은행 시대의 1995년 한신・아와지 대지진으로 무너졌다.
- 미쓰이스미토모 은행 효고 지점(옛, 사쿠라 은행)

## 사진

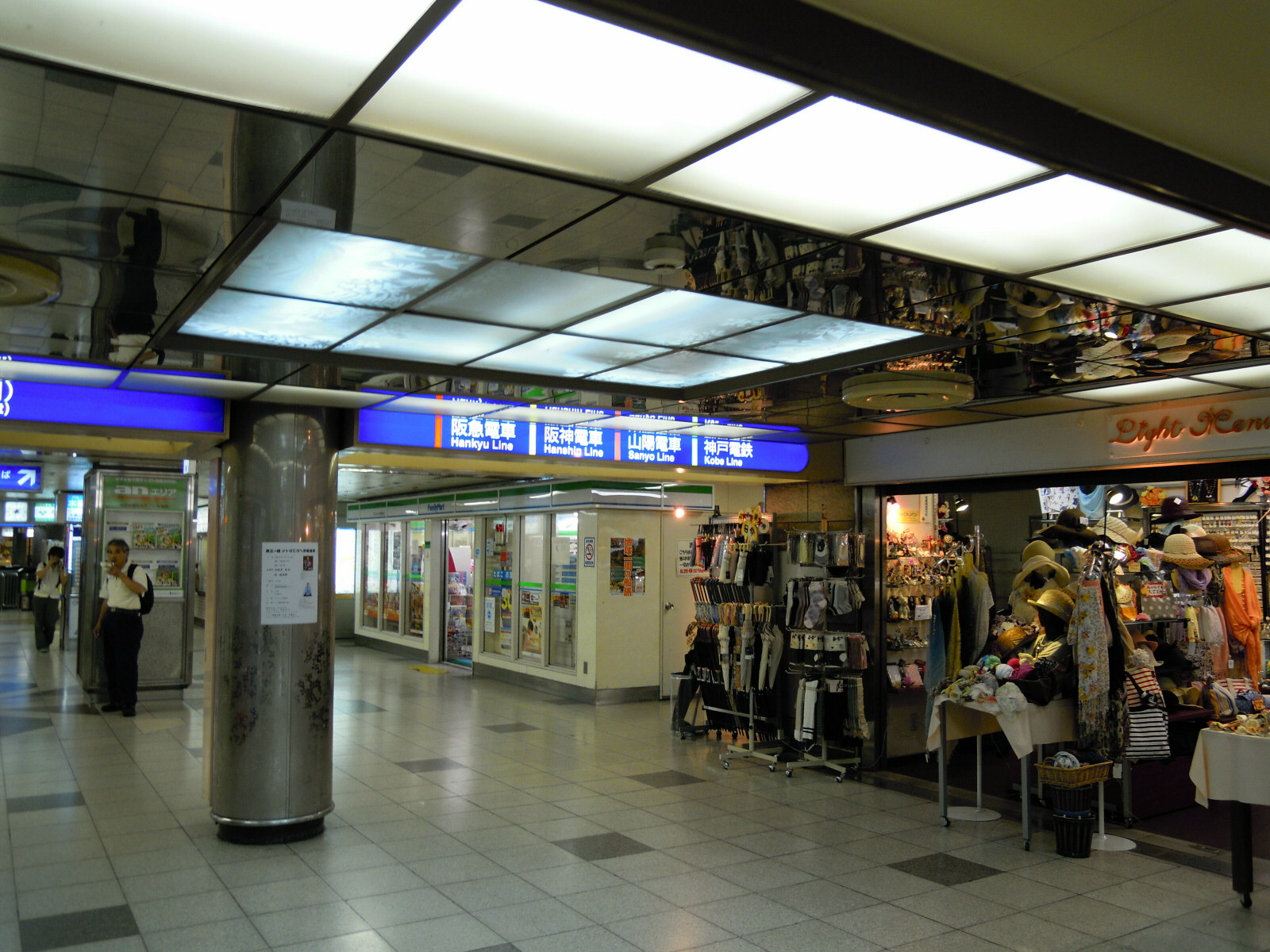
역사와 연결되는 FAMIMA
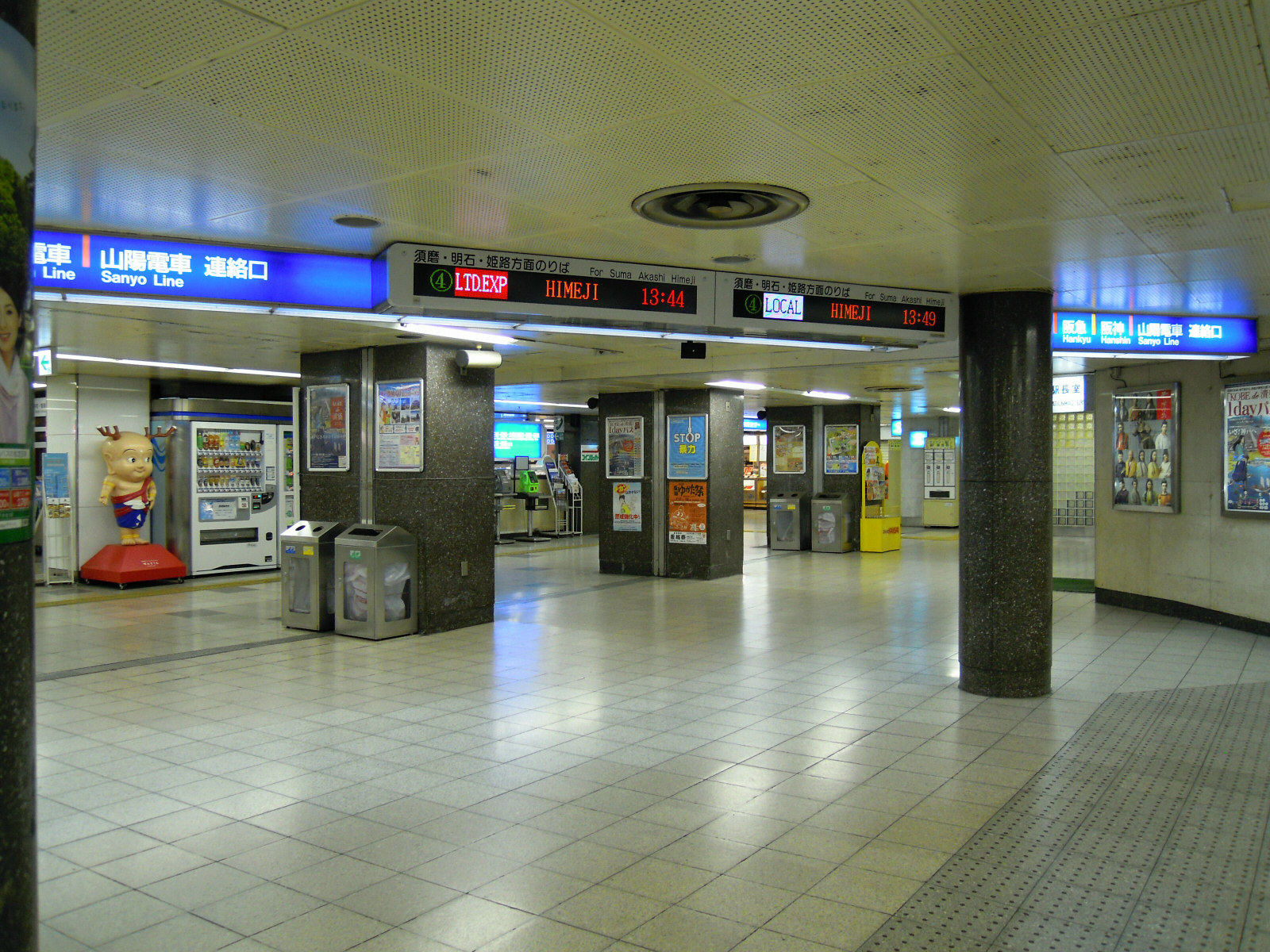
대합실
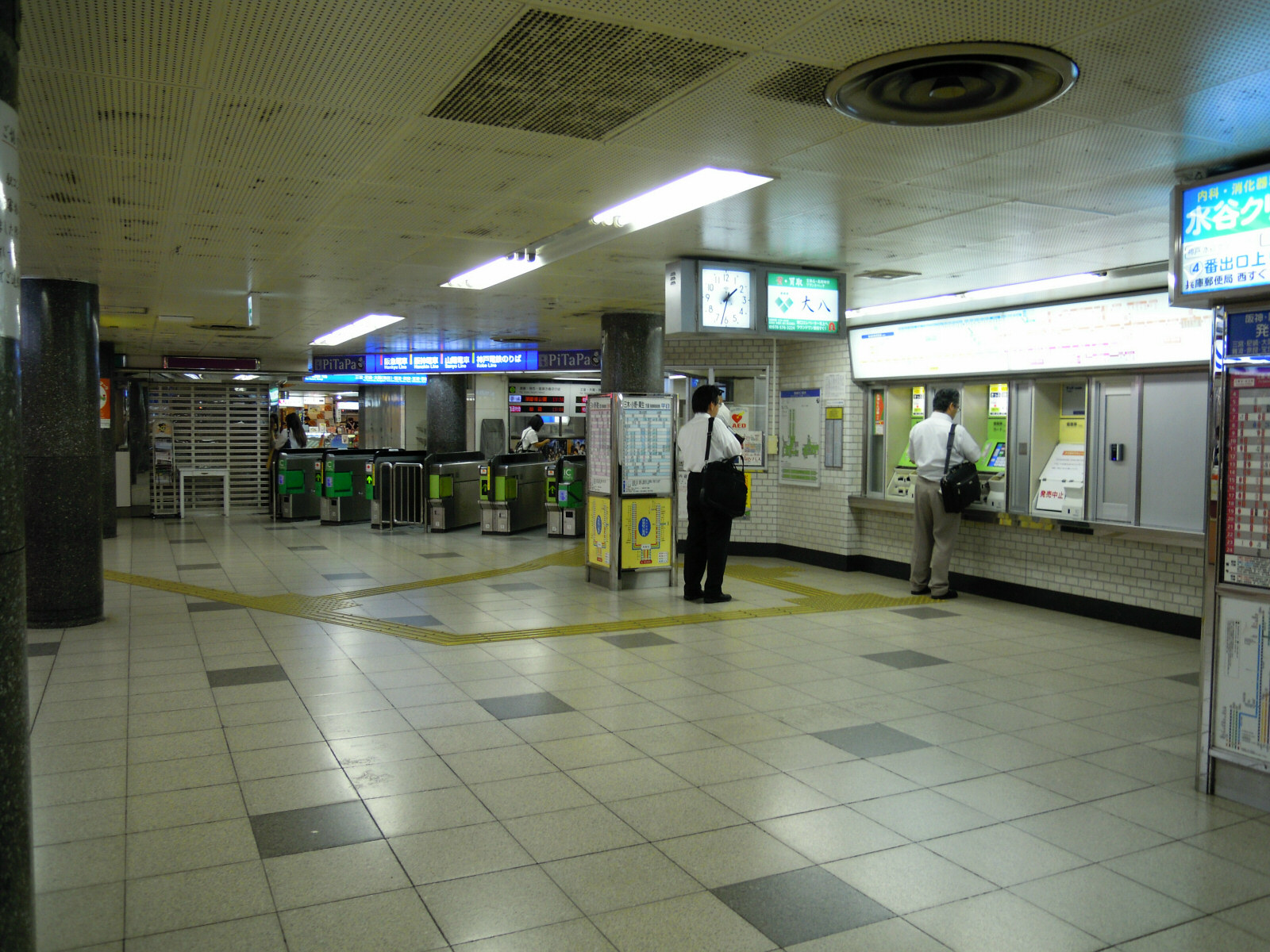
개찰구
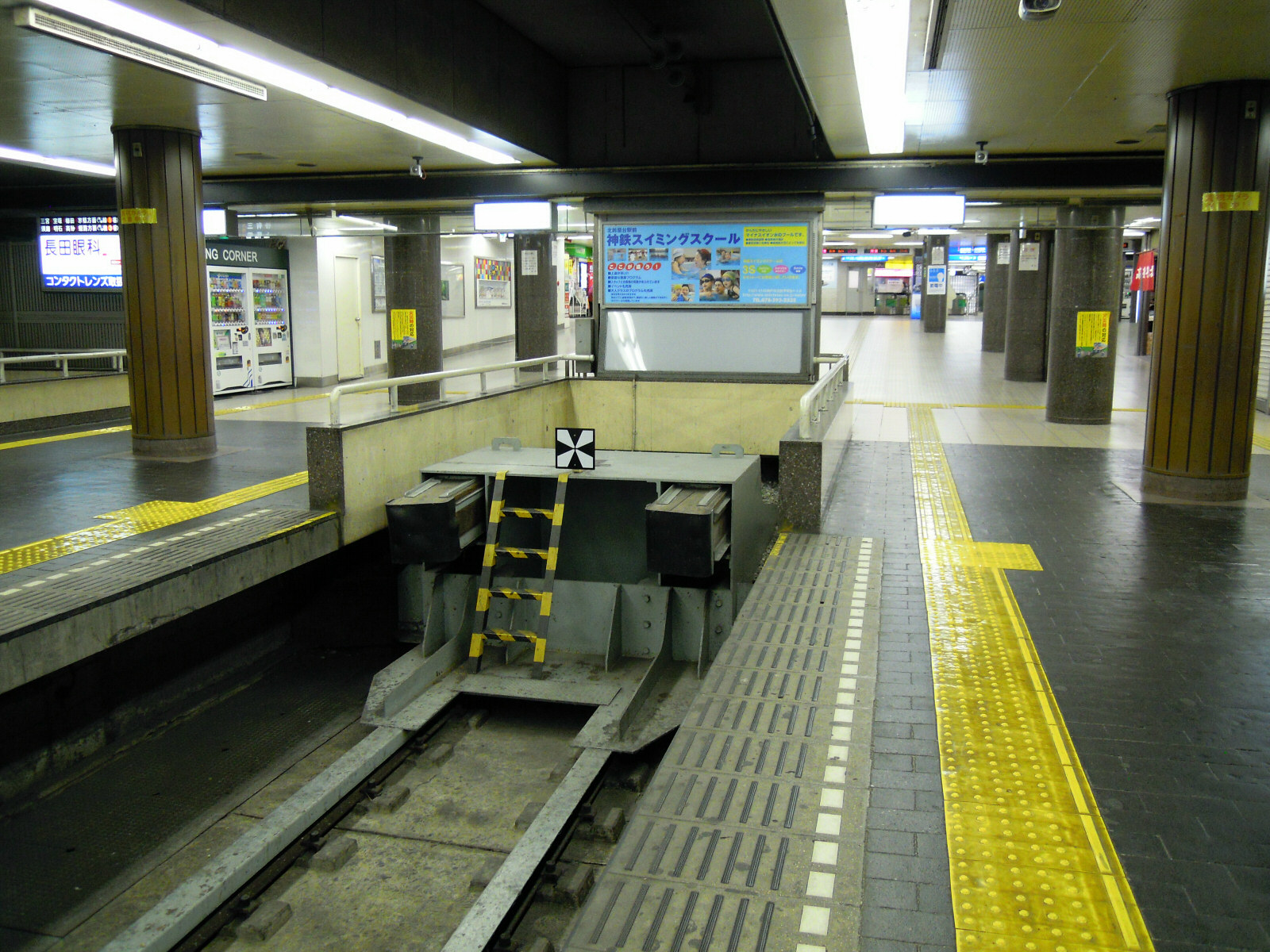
고베 전철 승강장의 차막이
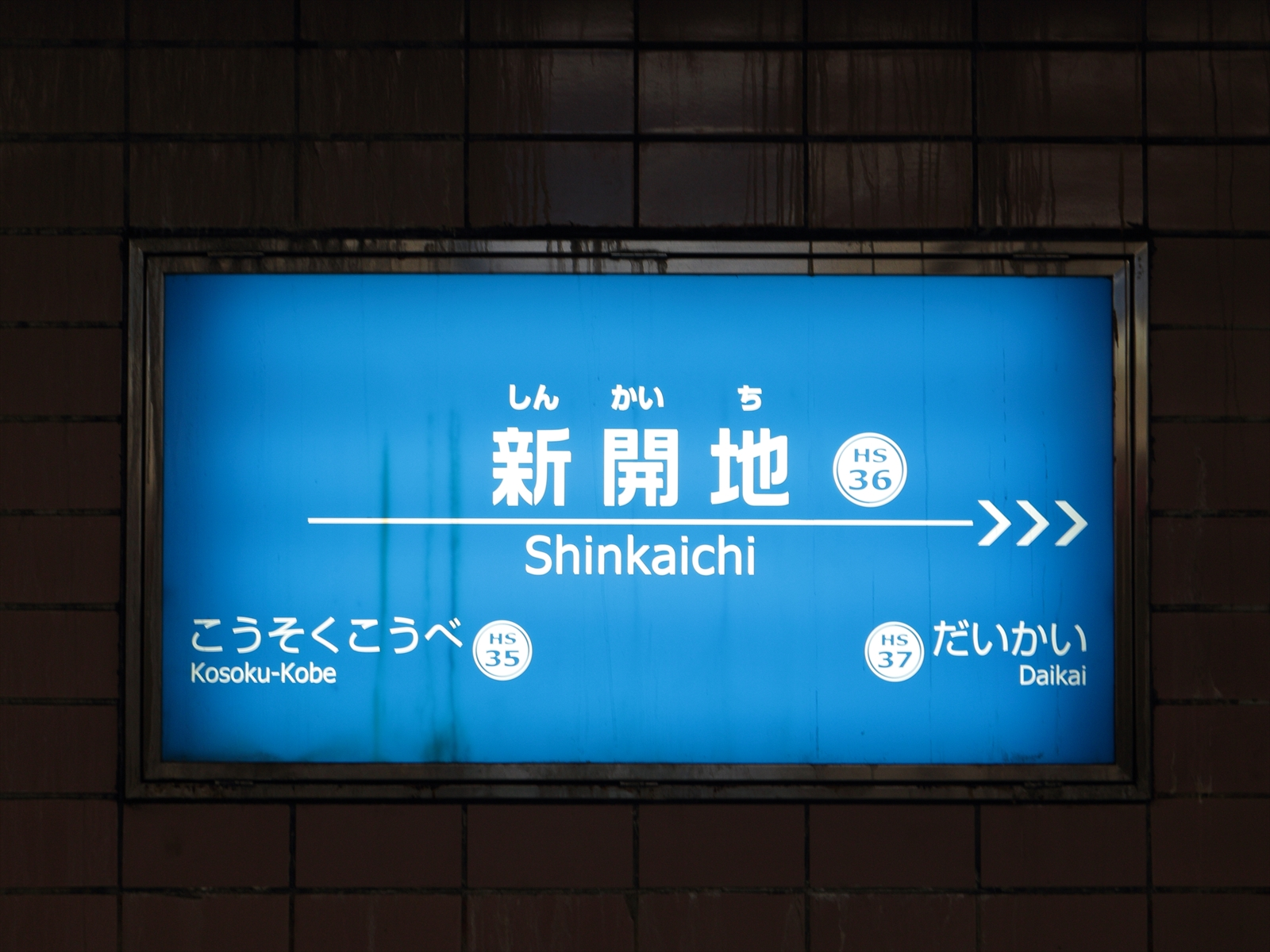
역명판(한신 디자인)
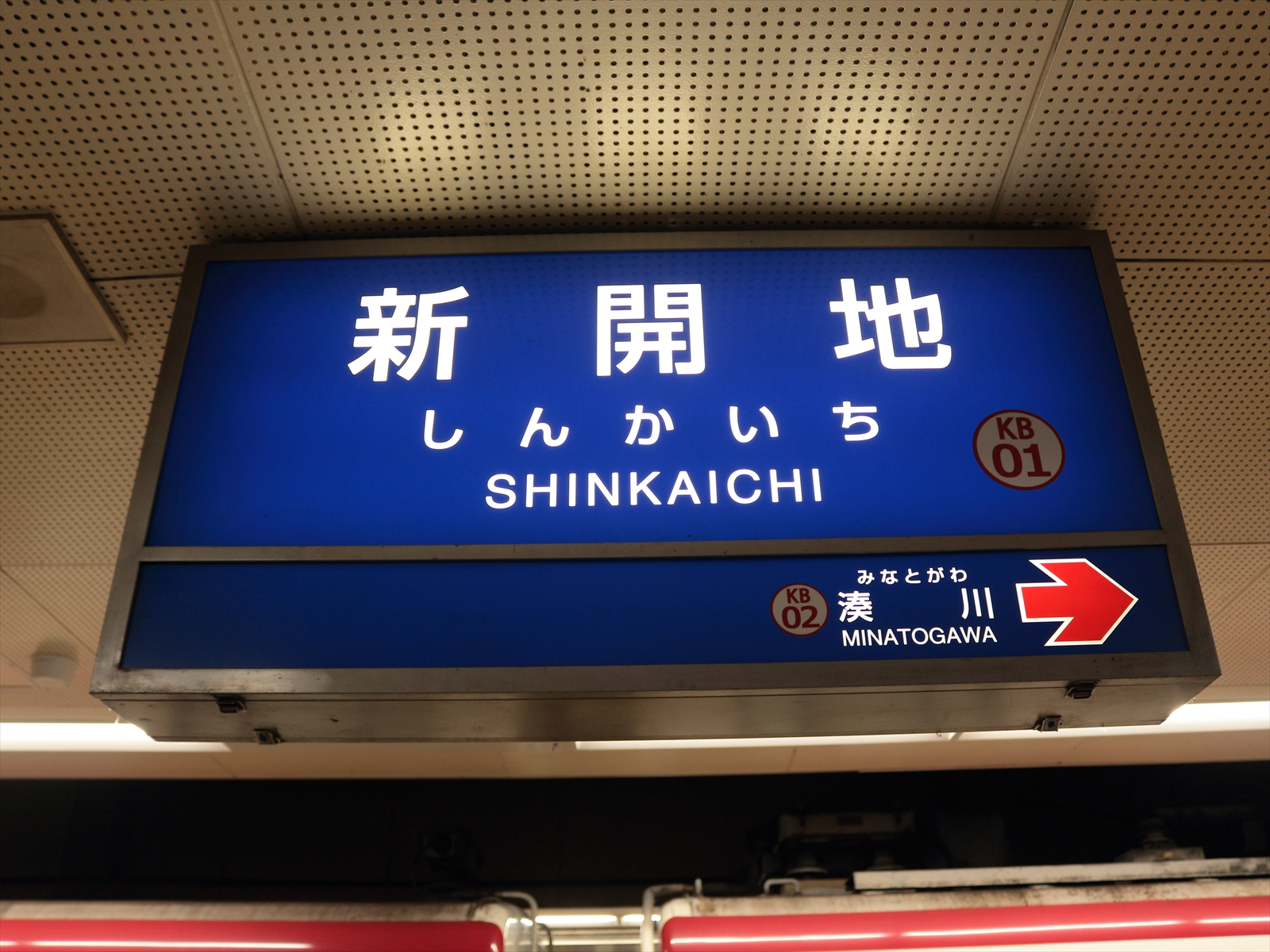
역명판(신테쓰 디자인)

## 인접역
| 한신 전기철도 고베 고속선 (도자이 선) | 한신 전기철도 고베 고속선 (도자이 선)                 | 한신 전기철도 고베 고속선 (도자이 선)        |
| ------------------------------------- | ----------------------------------------------------- | -------------------------------------------- |
| HS 35 고속 고베 우메다 방면           | ■ 직통특급(A직통)                                     | 고속 나가타 HS 38 니시다이 방면              |
| HS 35 고속 고베 우메다 방면           | ■ 직통특급(B직통) ■ S특급 ■ 특급 ■ 보통               | 다이카이 HS 37 스마우라코엔・산요히메지 방면 |
| HS 35 고속 고베 긴테쓰나라 방면       | ■ 쾌속급행(주말 3개 방면만 운전)                      | 시·종착역                                    |
| 한큐전철 고베 고속선 (도자이 선)      |                                                       |                                              |
| HS 35 고속 고베 우메다 방면           | ■ 특급 ■ 통근특급 ■ 쾌속급행 ■ 급행 ■ 통근급행 ■ 보통 | 시·종착역                                    |
| 고베 전철 고베 고속선                 |                                                       |                                              |
| 시·종착역                             | ■ 특쾌속(도착 열차만) ■ 쾌속 ■ 급행 ■ 준급 ■ 보통     | 미나토가와 KB02 산다・아오・아리마온센 방면  |